# 유패 (종무애후)
유패(劉霸, ? ~ ?)은 전한 후기의 제후로, 장사경왕의 증손이다.

## 생애
아버지 유선의 뒤를 이어 종무후(鍾武侯)에 봉해졌다.
시호를 애(哀)라 하였고, 후사가 없어 봉국은 폐지되었다.

## 출전
- 반고, 《한서》 권15하 왕자후표 下

| 선대 아버지 종무효후 유선 | 전한의 종무후 ? ~ ? | 후대 숙부 종무절후 유칙 |